# Rio Borşa
O Rio Borşa é um rio da Romênia afluente do Rio Someşul Mic, localizado no distrito de Cluj.